# Romuald Sciora
 (juin 2009).
Si vous disposez d'ouvrages ou d'articles de référence ou si vous connaissez des sites web de qualité traitant du thème abordé ici, merci de compléter l'article en donnant les références utiles à sa vérifiabilité et en les liant à la section « Notes et références ».
Romuald Sciora (né en 1970 à Paris) est un essayiste et réalisateur franco-américain de films documentaires.

## Biographie
Essayiste et cinéaste documentariste, Romuald Sciora a réalisé une dizaine de documentaires politiques et signé plusieurs ouvrages sur les relations internationales. Une importante partie de son œuvre est consacrée à l'Organisation des Nations unies.
En 2006, il a présenté la série télévisée À la Maison de verre où, en quatre films, les soixante premières années de l’ONU nous sont racontées par ses secrétaires généraux. Cette véritable fresque documentaire, produite par Estelle Moser, et diffusée à travers le monde, a été accompagnée de la publication d’un livre placé sous sa direction et préfacé par le président français Jacques Chirac.
En 2009, il a réalisé la deuxième partie de son travail sur les Nations unies : le film documentaire et le livre Planète ONU axés, eux, sur l’Organisation en ce début du XXIe siècle. En 2015, il a publié son troisième livre sur l'ONU, un essai intitulé L'ONU dans le nouveau désordre mondial et en 2018 Qui veut la mort de l'ONU?, co-écrit avec Anne-Cécile Robert. L’ensemble de ces travaux constitue l’œuvre la plus vaste jamais réalisée sur et en association avec les Nations unies.
Chevalier des Arts et des Lettres, et officier de l’ordre national du Cèdre[réf. souhaitée], Romuald Sciora est représentatif d’une nouvelle génération d’intellectuels engagée au niveau global. Il a été le directeur  de l’ONG United Media for a Better World et le président du French-American Global Forum,. À ce titre il a collaboré, en plus de l'ONU, avec différentes organisations tels l'UNESCO, l'OIF ou l'Union européenne.
Il a par ailleurs dirigé un numéro spécial du Monde diplomatique consacré aux Nations unies. Son éditorial (qui accompagne celui de Ban Ki-moon), véritable « manifeste », a été traduit en de nombreuses langues.
Le coffret DVD de la série A la Maison de verre est disponible en France chez MK2 et aux États-Unis auprès de Films for the Humanities.
Chercheur associé à l'Institut de relations internationales et stratégiques (IRIS) où il dirige l’Observatoire politique et géostratégique des États-Unis, Romuald Sciora vit aux États-Unis où il collabore avec le magazine Foreign Affairs, et la New York University (NYU).

## Filmographie
- 2000 : La Race perdue
- 2000 : Sur les chemins d'Europe
- 2001 : J'avais mille compagnons
- 2002 : De mémoire d'immortel (inachevé)
- 2003 : Les Cendres du Phénix
- 2005 : À l'ombre d'un chêne
- 2006 : À la maison de verre, l'histoire de l'ONU par ses Secrétaires généraux (At the Glass Building)
  1. Les Brumes de l'hiver (Kurt Waldheim)
  2. Vers un nouveau monde (Javier Pérez de Cuéllar)
  3. Les Années orageuses (Boutros Boutros-Ghali)
  4. Tant que durera le jour (Kofi Annan)
- 2009 : Planète ONU, Les Nations unies face aux défis du XXIe siècle (Planet UN)
- 2011 : Une Femme dans le millenium (A Woman in the Millenium)[22]
- 2015 : Une brève histoire du Conseil de sécurité nationale des États-Unis (A Brief History of the U.S. National Security Council)[23]
- 2016 : Zbigniew Brzezinski, un joueur d'échec en hiver (Zbigniew Brzezinski, A Chessman in Winter)[24]
- 2023 : Brzezinski by Brzezinski [25]

### Essai politique
- Les Cendres du Phénix, éditions USEK, Virgin, novembre 2003
- A la Maison de Verre, préface de Jacques Chirac, 524 pages, éditions Saint-Simon, ONU, septembre 2006,  (ISBN 2-915134-22-7)
- Planète ONU, avec Annick Stevenson, post-face de Noam Chomsky, Ignacio Ramonet, 336 pages, éditions du Tricorne, Le Monde diplomatique, novembre 2009
- L'ONU dans le nouveau désordre mondial, 235 pages, Éditions de l'Atelier, 2015[26]
- Qui veut la mort de l'ONU ?, avec Anne-Cécile Robert, préface de Pascal Boniface, 192 pages, Éditions Eyrolles, 2018[7]
- Pauvre John :  L’Amérique du COVID-19 vu par un insider, 100 pages, Éditions Max Milo, 2020[27]
- Femme Vaillante - Michaëlle Jean en Francophonie, 120 pages, Éditions du CIDIHCA, 2021[28]
- Faut-il avoir peur du wokisme ? Comprendre la philosophie woke, 192 pages, Éditions Armand Colin, 2023[29]

### Théâtre
- Casanova Requiem, un conte philosophique, 1996
- De Gaulle, portrait d'un révolté, 1998